# Karel Kolář
Pour les articles homonymes, voir Kolář.
Karel Kolář, né le 16 décembre 1955 à Jindřichův Hradec et mort le 4 octobre 2017, est un coureur de 400 m tchèque qui concourait pour la Tchécoslovaquie.
Il a remporté quatre médailles aux championnats d'Europe (deux en salle et deux en plein air).

## Palmarès

### Jeux olympiques d'été
- Jeux olympiques d'été de 1980 à Moscou ( Union soviétique)
  - éliminé en demi-finale sur 100 m
  - 7e en relais 4 × 100 m

### Championnats d'Europe d'athlétisme
- Championnats d'Europe d'athlétisme de 1978 à Prague ( Tchécoslovaquie)
  -  Médaille d'argent sur 400 m
  -  Médaille de bronze en relais 4 × 400 m

### Championnats d'Europe d'athlétisme en salle
- Championnats d'Europe d'athlétisme en salle de 1979 à Vienne ( Autriche)
  -  Médaille d'or sur 400 m
- Championnats d'Europe d'athlétisme en salle de 1980 à Sindelfingen ( Allemagne de l'Ouest)
  -  Médaille d'argent sur 400 m